# Cancer (группа)
Cancer (с англ. — «Рак») — британская дэт/трэш-метал-группа, основанная в Айронбридже, Шропшир в 1988 году. За свою карьеру они выпустили шесть полноформатных альбомов, в том числе единственный (альбом Black Faith) на крупном лейбле East West Records, и дважды распадались (в 1996 и 2006 годах). Группа снова воссоединилась в 2013 году.

## История

### Основание группы, первые демо-альбомы, первый студийный альбом (1988—1990)
Cancer собрались вместе после нескольких джемов, знаете ли, стучали, играли кусочки чужих песен и пытались придумать несколько собственных идей. Однажды наш друг по прозвищу "Декер" после нескольких кружек пива предложил назвать нашу группу «Cancer». Ну, мы согласились с этим, просто чтобы посмотреть, заметят ли нас, и нам действительно повезло, так и случилось. Влияние на нас тогда оказывало то, что слушали все остальные: дэт, трэш, нойз, грайндкор, хардкор и кроссовер.
— Интервью с Джоном Уолкером
Группа Cancer была образована в 1988 году в деревне Айронбридж, Шропшир барабанщиком Карлом Стоксом, гитаристом Джоном Уокером и басистом Иэном Бьюкененом. Вскоре, группа выпустила демо No Fuckin' Cover (Иногда встречается как Still No Fuckin Cover) в студии Pits в Бирмингеме, принадлежащей бывшему вокалисту Starfighters Стиву Бёртону. Джон Уолкер заявил, что перед записью они выпили много пива и аранжировали песни за день до записи, а в треке «Burning Casket» в качестве бэк-вокалиста был Фрейзер. Демо-запись была спродюсирована Стиви Янгом (племянником Ангуса Янга и Малкольма Янга из AC/DC) и сведена Миком Хьюзом (звукорежиссёром Metallica). Группа также начала выступать на концертах, начиная с первого выступления в Бирмингеме на разогреве у Bomb Disneyland, и включая концерты с такими группами, как Bolt Thrower, Cerebral Fix и GBH.
Вторая демо-кассета была записана в 1989 году, а вскоре за ней последовал бутлег-альбом Bloodbath in the Acid, записанный в Рексхемском мемориальном зале и выпущенный на лейбле Headache. Однако No Fuckin' Cover обеспечила группе контракт с Vinyl Solution, и зимой 1989 года группа записала свой дебютный альбом To the Gory End за четыре дня в студии Loco в Аске. Затем пластинка была сведена Скоттом Бёрнсом (продюсером звукозаписи) в Morrisound Recording с добавлением бэк-вокала Джона Тарди (из Obituary) в треке Die, Die и выпущена в апреле 1990 года. Затем группа отправилась в турне с Obituary и Deicide.

### Death Shall Rise,The Sins of Mankind(1991—1993)
Группа Cancer начала готовить материал для своего второго альбома в студии Reel to Ree в Телфорде с инженером Тони Хигли, и в феврале 1991 года группа вылетела во Флориду, чтобы начать запись Death Shall Rise со Скоттом Бёрнсом в Morrisound. Они пригласили Джеймса Мерфи (из Agent Steel и Obituary) в качестве соло-гитариста, а Глен Бентон из Deicide исполнил бэк-вокал в заглавной песне «Hung, Drawn and Quartered». Также на песню «Back From the Dead» был снят видеоклип в 1990 году и был показан по местному телевидению в 1991 году. Выпущенный в апреле 1991 года альбом приобрёл определённую известность благодаря тому, что был запрещён в Германии, где государственный орган по цензуре произведений, потенциально опасных для молодёжи, счёл, что обложка альбома побуждает молодых людей к насилию друг над другом. Впоследствии альбом занял 27-е место в списке Top 40 Death Metal Albums журнала Terrorizer. В течение мая Cancer гастролировали по Великобритании при поддержке Unleashed и Desecrator, затем выступили в США на фестивале Milwaukee Metal Festival 1991 года и дальнейших гастролей в поддержку Deicide и Obituary.
Джеймс Мерфи покинул группу в декабре 1991 года, чтобы создать Disincarnate, и его заменил Барри Сэвидж. Затем последовали дальнейшие гастроли по США, Мексике, Израилю и Европе. Группа записала свой третий альбом The Sins of Mankind с Саймоном Эфемеем в Windings в Рексхэме в декабре 1992 года. После его выпуска на лейбле Vinyl Solution в июне 1993 года Cancer отправились в европейский тур с группой Cerebral Fix на разогреве. Вскоре, когда барабанщик Стоукс попал в аварию, столкнувшись на мотоцикле с фургоном British Telecom, что привело к тому, что группа пригласила Ника Баркера (впоследствии из Cradle of Filth и Dimmu Borgir) для дальнейших живых выступлений.

### Black Faith, распад (1994—1996)
Людям очень легко представить, что группа распалась из-за того, что "Black Faith" был своего рода провалом на крупном лейбле, но были и другие причины, которые сыграли свою роль в распаде группы. Некоторые из этих причин не зависели от группы, но все равно повлияли на нее негативным образом. В любом случае, это не было моим личным решением.
— Интервью с Джоном Уолкером
В 1994 году Cancer покинули Vinyl Solution, чтобы подписать контракт с крупным лейблом East West для распространения по всему миру. Это была одна из первых дэт-метал-групп, сделавших это. Они пришли в студию Great Linford в Милтон-Кинсе, снова с Саймоном Эфеми во главе, чтобы записать свой четвёртый альбом Black Faith. Позже запись была сведена в студии группы Pink Floyd Brittania Row. Несмотря на то, что Стоукс якобы использовал человеческую бедренную кость для перкуссии в «Temple Song», пластинка получила весьма неоднозначные отзывы. Некоторые сравнивали материал Black Faith с творчеством Metallica середины 1990-х, в то время как другие считали его «Heartwork бедняка». После короткого европейского турне с группой поддержки Meshuggah группа Cancer решила завершить свою деятельность, сославшись на «отсутствие веры со стороны некоторых ключевых фигур в индустрии и чушь, которую несут крупные лейблы».

### Воссоединение, новые альбомы (2013—настоящее время)
12 сентября 2013 года было объявлено, что оригинальный состав Cancer воссоединится для продвижения своих первых трёх альбомов (To the Gory End, Death Shall Rise и The Sins of Mankind), которые будут переизданы лейблом Cyclone Empire Records в том же году. Они также планировали выступить на нескольких фестивалях, где будут играть только песни с вышеупомянутых альбомов
22 сентября 2015 года группа Cancer сообщила на своей странице в Facebook, что работает над новым материалом. В июле 2018 года они подписали контракт с лейблом Peaceville Records и в конце года выпустили свой новый альбом в двух студиях под предварительным названием Shadow Gripped.
Вскоре, их следующий студийный альбом Inverted World вышел 25 апреля 2025 года на этом же лейбле. Джон Уокер прокомментировал создание релиза так: «Я начал писать новый материал вскоре после локдауна из-за Covid. Обычно я начинаю процесс написания с того, что просто играю на гитаре, а через некоторое время риффы начинают превращаться в музыкальные идеи. Что касается текстов, то я обычно какое-то время обдумываю концепцию, а затем подбираю лексику, соответствующую идее. Вдохновение приходит из того, что происходит и происходило в мире, а также из любопытных историй, которые меня интересуют»

## Состав

### Нынешний состав
- Джон Уокер — вокал, гитара (1987—1996, 2003—2006, 2013—настоящее время)
- Роберт Навахас — гитара (2024—настоящее время)
- Дэниел Маганто — бас-гитара (2022—настоящее время)[12]
- Габриэль Вальсазар — ударные (2022—настоящее время)[12]

### Бывшие участники
- Иэн Бьюкенен — бас-гитара (1987—1996, 2013—2022)
- Карл Стоукс — ударные (1987—1996, 2003—2006, 2013—2022)
- Джеймс Мерфи — гитара (1991)[13]
- Барри Сэвидж — гитара (1992—1996, 2013—2014)
- Адам Ричардсон — бас-гитара (2003—2006)[14]
- Роб Энгвиксон — гитара (2003—2004)[14][15]
- Дэйв Лейтч — гитара (2004—2006)[16]
- Migueloud — гитара (2022—2024)[17]

### Сессионные участники
- Ник Баркер — ударные (1993)
- Альберто Гарсия — гитара (2024)

## Дискография

### Студийные альбомы
- To the Gory End[англ.] (1990)
- Death Shall Rise[англ.] (1991)
- The Sins of Mankind[англ.] (1993)
- Black Faith[англ.] (1995)
- Spirit in Flames (2005)[18]
- Shadow Gripped (2018)
- Inverted World (2025)

### Мини-альбомы
- Corporation$ (2004)
- Ballcutter (2019)

### Демо-альбомы
- Still No Fuckin' Cover (1989)[19]
- Demo No. 2 (1989)

### Компиляции
- Autopsy, Cancer, Morta Skuld, Static Abyss — Peace Till Death (2023)[20]

### Сплиты
- Live Death – Сплит LP с Suffocation, Malevolent Creation и Exhorder (1993)

### Бутлеги
- Bloodbath in the Acid (1991)[21]

### Видеоклипы
- Back From the Dead (1991)